# Luke Kunin
Luke Kunin (Chesterfield, Misuri, 4 de diciembre de 1997) es un jugador profesional estadounidense de hockey sobre hielo que se desempeña en la posición de centro en San Jose Sharks, equipo de la National Hockey League (NHL).

## Carrera
Fue seleccionado en la primera ronda en la NHL Entry Draft de 2016. En 2017 hizo su debut profesional con el equipo Minnesota Wild, en el cual jugó tres temporadas (2017-2020), después pasó a Nashville Predators (2020-2022), luego a San Jose Sharks, donde lleva jugando dos temporadas.